# Madanamatti, Jamkhandi
Madanamatti là một làng thuộc tehsil Jamkhandi, huyện Bagalkot, bang Karnataka, Ấn Độ.